# 结城合战
结城合战是发生在永享12年（1440年）室町幕府与关东地区势力的一次战争。室町幕府第六代将军足利义教一直试图压制关东公方足利持氏。后来足利持氏起兵反抗，关东管领上杉宪实奉幕府命前往平叛。结城当地大名结城氏朝举兵援助叛军。幕府军与叛军在结城展开战斗，最终以幕府军攻陷结城为终。

## 经过
自永享7年(1435年)开始的镰仓公方足利持氏和关东管领上杉宪实的对立在永享10年(1438)年终于发展为永享之乱，并以持氏兵败自尽，镰仓府灭亡告终。随后室町幕府六代将军足利义教任命自己的儿子为新一任镰仓公方，在这一举动的刺激下，永享12年(1440年)持氏的残党，下总国的结城氏朝·持朝父子拥立持氏的遗孤起兵反叛室町幕府。
幕府随即派兵镇压，任命上杉清方为总大将，下辖今川範忠、小笠原政康等人，并联合了关东的国人众一同进军。永享12年7月29日，幕府军包围了氏朝坚守下的结城城。最终结城氏朝兵败身死。持氏的遗孤中，春王丸和安王丸在义教的授意下被长尾实景在美浓国处决，永寿王丸（后来的足利成氏）被送往京都。

## 战后
战火之后也蔓延到了当时在镰仓公方治下的奥州。持氏的叔父篠川公方足利满直因为在永享之乱中叛变到了幕府一方而受到了支持结城氏的武将们的围攻，被迫自杀。自此幕府失去了对奥羽的统治，令其成为了国人纷争的修罗场。
1441年以庆祝结城合战获胜为名在京都召开庆功会的将军足利义教被家臣赤松满祐暗杀，是为嘉吉之乱的开始。
文安3年(1446年)在关东诸将的要求下持氏的遗孤成氏回归镰仓，复兴了镰仓府。但随后成氏也与管领上杉氏开始对立并引发了享德之乱。

## 评价
结城合战是永享之乱的延续，但战斗规模比永享之乱本身还要大。现存《结城合战绘词》记载了合战的经过。另外读本《南总里见八犬传》也以里见季基·义实父子在结城合战中与结城氏并肩作战，最终父亲赴死儿子撤退为故事开端。